# Jacques de Créquy
Jacques de Créquy, seigneur d'Heilly, connu sous le nom de maréchal de Guyenne, mort le 25 octobre 1415.

## Biographie
Jacques III de Créquy était le fils de Jacques II d'Heilly et d'Ade de Renneval, fille de Raoul de Renneval, grand panetier de France et de Philippotte de Luxembourg.
Jacques III devint seigneur d'Heilly en Picardie, à la mort de son père. Il commanda l'armée de Jean sans Peur, duc de Bourgogne, contre les Liègeois révoltés en 1408 ; fut nommé en 1413 lieutenant général en Guyenne; s'opposa d'abord avec succès aux efforts des Anglais, mais fut fait prisonnier à Bordeaux. S'étant échappé des mains de l'ennemi, il participa à la bataille d'Azincourt (1415), fut pris de nouveau et mis à mort.

## Pour approfondir